# Anthelephila quadriguttatus
Anthelephila quadriguttatus là một loài bọ cánh cứng trong họ Anthicidae. Loài này được Philippi miêu tả khoa học năm 1864.